# Ладыженский, Александр Михайлович
Алекса́ндр Миха́йлович Лады́женский (4 октября 1891, Юрьев, Эстляндская губерния, Российская империя — 9 января 1972) — русский и советский юрист-международник, доктор юридических наук, профессор юридического факультета МГУ.

## Биография
Родился в Юрьеве (Дерпте). Учился на юридическом факультете Московского университета (1910—1914). В 1917 году выдержал магистерские экзамены по международному и государственному праву и после прочтения двух пробных лекций на темы: «Две основные линии мысли в учениях международного права» и «Юридическая природа постоянно-нейтрального государства» был принят в число приват-доцентов кафедры международного права Московского университета, где читал курс консульского права. Одновременно преподавал в Народном университете. Работал в Донском университете (1920—1928). На правовом отделении факультета общественных наук читал лекции по общей теории права, социологии, международному праву, истории научной мысли, философии и др. Заведовал кабинетом истории научной мысли. 
Член секции теории и истории права Всесоюзного юридического института (1937). Профессор Юридического института Прокуратуры СССР (1940). Профессор кафедры международного права юридического факультета МГУ (1942—1946 и 1949−1952). В 1946 году возвратился к научной деятельности на должности научного сотрудника Института государства и права АН СССР. Защитил докторскую диссертацию на тему: «Адаты горцев Северного Кавказа» (1947).  Работал на юридическом факультете Ростовского государственного университета (1952—1963). В 1963 году переезжает в Москву, где работал профессором в Московском государственном институте международных отношений и Институте внешней торговли.
Основной труд: «К вопросу о юридической природе норм так называемого частного международного права» (1948).